# Бевик-Копли, Годфри, 7-й барон Кромвель
Годфри Джон Бьюик-Копли, 7-й барон Кромвель (англ. Godfrey John Bewicke-Copley, 7th Baron Cromwell; родился 4 марта 1960) — британский наследственный пэр и членом Палата лордов, где заседает в качестве беспартийного депутата.

## Биография
Родился 4 марта 1960 года. Старший сын Дэвида Годфри Бьюик-Копли, 6-го барона Кромвеля (1929—1982), и Дорис Вивиан Пенфолд, дочери Хью де Лайла Пенфолда.
Он получил образование в Итонский колледж и Селвин-колледже, Кембридж.
18 августа 1982 года после смерти своего отца Годфри Бьюик-Копли унаследовал титул 7-го барона Кромвеля.
До Закон о палате лордов 1999, который исключил из палаты всех, кроме 92 наследственных пэров, он был активным членом Палаты лордов. После принятия Акта о Палате лордов 1999 года лорд Кромвель лишился своего места.
9 апреля 2014 года он был избран членом Палаты лордов на дополнительные выборы наследственных пэров, теперь делает его одним из 92 исключенных наследственных пэров . Он заседает в палате лордов как лорд Кромвель.
23 июня 1990 года барон Кромвель женился на Элизабет Энн Хоксли, дочери Джона Хоксли. У супругов четверо детей:
- Достопочтенная Елена Татьяна Бьюик-Копли (род. 18 марта 1995)
- Достопочтенный Дэвид Годфри Бьюик-Копли (род. 21 сентября 1997), старший сын и наследник титула.
- Достопочтенный Джон Уильям Бьюик-Копли (род. 14 ноября 2000)
- Достопочтенный Ральф Томас Бьюик-Копли (род. 14 ноября 2000)